# 베유 추측
수론과 대수기하학에서 베유 추측(영어: Weil conjectures)은 유한체 위에 정의된 대수다양체의 점의 수에 대한 네 개의 정리들이다.

## 정의
유한체 {\displaystyle \mathbb {F} _{q}} 위의 스킴 {\displaystyle X\to \operatorname {Spec} \mathbb {F} _{q}}가 매끄러운 사영 대수다양체이라고 하자. {\displaystyle X}의 국소 제타 함수는 다음과 같다.
{\displaystyle \zeta (X,s)=\exp \left(\sum _{m=1}^{\infty }{\frac {1}{m}}\#(X/\mathbb {F} _{q^{m}})q^{-sm}\right)}
여기서 {\displaystyle \#(X/\mathbb {F} _{q^{m}})}은 {\displaystyle X\otimes _{\operatorname {Spec} \mathbb {F} _{q}}\operatorname {Spec} \mathbb {F} _{q^{2}}}의 닫힌 점의 수이다.
베유 추측에 따르면, 다음 네 명제들이 성립한다.:450–451
- (유리성) {\displaystyle \zeta (X,s)}는 {\displaystyle q^{-s}}에 대한 유리 함수이며, 다음과 같은 꼴로 나타낼 수 있다.
{\displaystyle \prod _{i=0}^{2n}P_{i}(q^{-s})^{(-1)^{i+1}}={\frac {P_{1}(T)\dotsb P_{2n-1}(T)}{P_{0}(T)\dotsb P_{2n}(T)}}}
{\displaystyle P_{i}(T)\in \mathbb {Z} [T]\qquad \forall i\in \{0,1,\dots ,2n\}}
{\displaystyle P_{0}(T)=1-T}
{\displaystyle P_{2n}(T)=1-q^{n}T}
{\displaystyle P_{i}(T)=\prod _{j=1}^{\deg P_{i}}(1-\alpha _{ij}T),\quad (\alpha _{ij}\in \mathbb {C} )}
- (함수 방정식) 어떤 정수 {\displaystyle E}에 대하여, 다음이 성립한다.
{\displaystyle \zeta (X,n-s)=\pm q^{{\frac {nE}{2}}-Es}\zeta (X,s)}
- (리만 가설) 모든 {\displaystyle 1\leq i\leq 2n-1} 및 모든 {\displaystyle 1\leq j\leq \deg P_{i}}에 대하여, {\displaystyle |\alpha _{i,j}|=q_{i}/2}
- (베티 수) 어떤 대수적 수체 {\displaystyle K\subset \mathbb {C} }의 대수적 정수환 {\displaystyle {\mathcal {O}}_{K}}의 소 아이디얼 {\displaystyle {\mathfrak {p}}\in \operatorname {Spec} {\mathcal {O}}_{K}}가 {\displaystyle {\mathcal {O}}_{K}/{\mathfrak {p}}\cong \mathbb {F} _{q}}를 만족시키며, 어떤 스킴 사상 {\displaystyle {\tilde {X}}\to \operatorname {Spec} {\mathcal {O}}_{K}}에 대하여, {\displaystyle {\tilde {X}}\otimes _{\operatorname {Spec} {\mathcal {O}}_{K}}\operatorname {Spec} \mathbb {F} _{q}}가 {\displaystyle X}와 {\displaystyle \mathbb {F} _{q}}-스킴으로서 동형이라고 하자. 이 경우, {\displaystyle \deg _{i}P_{i}=b_{i}({\tilde {X}}\otimes _{\operatorname {Spec} {\mathcal {O}}_{K}}\operatorname {Spec} \mathbb {C} )}이다. 여기서 {\displaystyle b_{i}}는 복소수체 위의 대수다양체 {\displaystyle {\tilde {X}}\otimes _{\operatorname {Spec} {\mathcal {O}}_{K}}\operatorname {Spec} \mathbb {C} }의 특이 코호몰로지에 대한 베티 수이다. 또한, {\displaystyle E}는 복소수체 위의 대수다양체의 특이 코호몰로지에 대한 오일러 지표이다.

## 역사
앙드레 베유가 1949년에 추측하였다. 유리성 추측은 1960년에 버나드 모리스 드워크(영어: Bernard Morris Dwork)가 증명하였고, 함수 방정식은 알렉산더 그로텐디크가 1965년에 증명하였고, 리만 가설은 피에르 들리뉴가 1974년에 증명하였다. 이 공로로 들리뉴는 필즈상을 수상하였다.